# Ngòi Bo

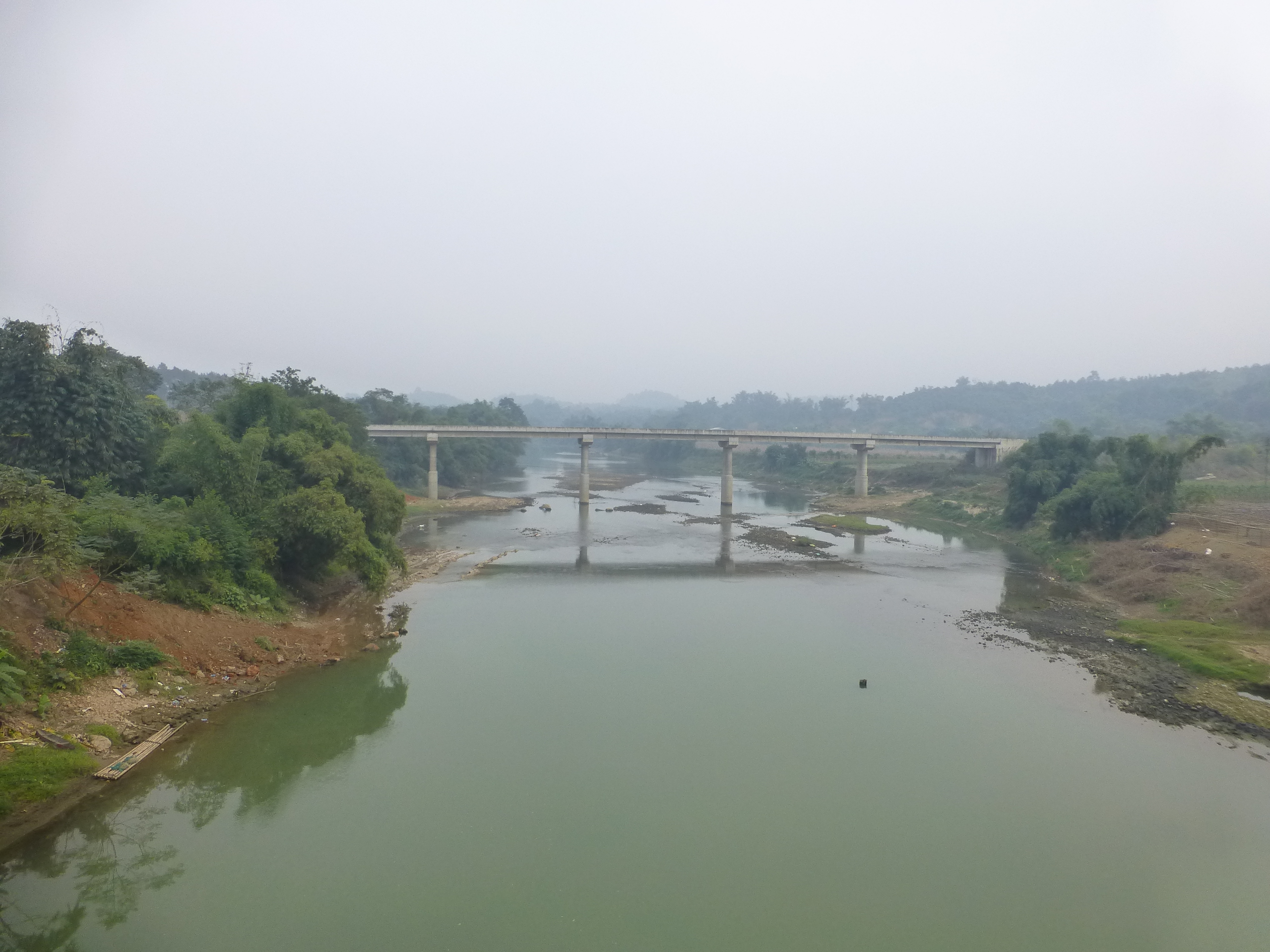
Ngòi Bo

Ngòi Bo là một phụ lưu cấp 1 của sông Hồng chảy qua thị xã Sa Pa, xã Tòng Sành của huyện Bát Xát, thành phố Lào Cai và Bảo Thắng, tỉnh Lào Cai, Việt Nam.
Chiều dài Ngòi Bo nếu tính theo dòng chính từ bản Ô Quý Hồ là khoảng 50 km, đoạn từ xã Bản Hồ dài khoảng 25 km.

## Dòng chảy
Ngòi Bo khởi nguồn từ hợp lưu các sông suối ở sườn đông bắc núi Hoàng Liên Sơn .
Dòng nguồn lớn nhất bắt nguồn từ đèo Ô Quý Hồ  xã Hoàng Liên 22°21′23″B 103°47′31″Đ / 22,35639°B 103,79194°Đ. Dòng này chảy hướng đông nam, có các tên suối Cát (vùng bản Cát Cát), suối Tả Van (xã Tả Van), và đến xã Bản Hồ thì gọi là Ngòi Bo.
Từ xã Bản Hồ 22°15′39″B 103°58′40″Đ / 22,26083°B 103,97778°Đ sông đổi hướng đông bắc chảy uốn lượn.
Đến xã Gia Phú huyện Bảo Thắng thì đổ vào sông Hồng 22°23′39″B 104°5′7″Đ / 22,39417°B 104,08528°Đ bên bờ phải.

## Phụ lưu
Tại thung lũng xã Bản Hồ ngòi Bo tiếp nhận nước từ các dòng suối lớn sau đây :
- Suối Séo Trung Hồ chảy ở vùng bản Séo Trung Hồ về hướng đông-đông bắc.
- Nậm Pu hay nậm Toóng hay nậm Trung Hồ[4] chảy hướng đông bắc, trên suối này đã xây dựng thủy điện Nậm Toóng.
- Nậm Cang chảy từ xã Nậm Cang theo hướng tây bắc đến.

## Các thủy điện
Thủy điện Sử Pán 2 xây dựng trên dòng chính ngòi Bo tại vùng đất các xã Mường Hoa và Bản Hồ, thị xã Sa Pa, công suất lắp máy 34,5 MW với 3 tổ máy, khởi công tháng 10/2006 , hoàn thành đầu năm 2012 .
Thủy điện Tà Thàng xây dựng trên chính ngòi Bo tại vùng đất các xã Mường Bo, Thanh Bình thuộc thị xã Sa Pa, và xã Gia Phú huyện Bảo Thắng, có công suất lắp máy 60 MW với 2 tổ máy, khởi công tháng 5/2009  hoàn thành năm 2013 .
Thủy điện Nậm Toóng xây dựng trên dòng nậm Toóng hay nậm Trung Hồ xã Bản Hồ thị xã Sa Pa, công suất lắp máy 34 MW với 2 tổ máy, khởi công tháng 5/2007  dự kiến phát điện quý III/2016 . Ngày 25/12/2010 thủy điện Nậm Toóng thi công nổ mìn dẫn đến vụ lở đất xảy ra ở xã Bản Hồ. Khoảng 40.000 m³ đất đá từ cao độ 618 m đã sạt lở trôi xuống thung lũng, vùi lấp hết nửa nhà máy và các thiết bị đã lắp đặt gần hoàn chỉnh của thủy điện Sử Pán 2 . Tháng 4/2016 vẫn đang thi công và gặp khó khăn do thời tiết .
Thủy điện Séo Chong Hô xây dựng trên dòng Séo Chong Hô, công suất 21 MW với 2 tổ máy, khởi công năm 2008 hoàn thành tháng 3/2013 . Hồ nước thủy điện Séo Trung Hồ, còn gọi là hồ Séo Mý Tỷ, ở độ cao hơn 1.600 m trong dãy Hoàng Liên, hiện là hồ nước nhân tạo cao nhất Việt Nam .
Thủy điện Sử Pán 1 dự kiến xây dựng trên dòng chính ngòi Bo, nhưng do phạm vào di tích lịch sử cấp quốc gia bãi đá cổ Sa Pa và vùng phát triển du lịch, nên đã gây tranh cãi và dừng thực hiện . Tháng 10/2016 công trình khởi công lại, có công suất lắp máy 30 MW với 2 tổ máy, tháng 3/2018 đang thi công .

## Chỉ dẫn
1. ↑  Trong tiếng Việt thì "Ngòi" có nghĩa là sông, suối.
Trong tiếng Thái - Tày "Nậm" có nghĩa là nước, sông, suối.
2. ↑  Theo Bản đồ Hành chính và Bản đồ tỷ lệ 1:50.000 tờ F-48-40B, Cục Đo đạc và Bản đồ (2004), và nhiều văn liệu thì tên là đèo Ô Quý Hồ. Một số văn liệu khác viết là đèo Ô Quy Hồ.